# Sacco (comune)
Sacco è un comune italiano di 419 abitanti della provincia di Salerno in Campania.

## Geografia fisica
Sacco fa parte del Parco Nazionale del Cilento e Vallo di Diano.
Nel suo territorio c'è la sorgente del torrente Sammaro.
- Classificazione sismica: zona 2 (sismicità media), Ordinanza PCM. 3274 del 20/03/2003.

## Storia
I primi insediamenti umani nel territorio del comune di Sacco si fanno risalire ad un'epoca molto antica. Infatti, nei pressi delle sorgenti del fiume Sammaro, è presente una grotta detta di Jacopo o Jacovo dove sono stati rinvenuti dei reperti attribuiti ad una comunità di pastori che si insediò nella zona nel corso dell'età del bronzo.
Inoltre, nei pressi del sito archeologico denominato Sacco Vecchio, posto su una rupe dal difficile accesso che si erge a strapiombo sulla valle in cui scorre il fiume Sammaro, sono state rinvenute numerose basi in muratura a secco che nel periodo pre-cristiano, a partire dall'anno 1000 a.C., dovevano costituire le fondamenta di un piccolo nucleo abitativo. Secondo alcuni storici locali le origini del sito debbono probabilmente ricercarsi nel trasferimento sulla rupe di alcuni abitanti autoctoni che, in seguito al passaggio di genti greche provenienti dalle coste ionica e tirrenica, si spostarono lì, alla ricerca di un luogo più sicuro e riparato, abbandonando gli originari insediamenti posti più a valle nei pressi del fiume Sammaro.
A partire dal VI secolo d.c. in zona si insediarono i Longobardi e dei monaci basiliani che determinarono un importante sviluppo del sito di Sacco Vecchio. Infatti furono edificate una fortezza, una cinta muraria, nuove unità abitative nonché una chiesa ad aula unica che, secondo la tradizione era intitolata a San Nicola, santo il cui culto era molto diffuso tra i monaci basiliani. Tale edificio di culto, sempre secondo la tradizione locale, era denominato Zatalampe, termine greco-bizantino che vuol dire "cerco la luce".
I ruderi delle costruzioni del periodo longobardo sono ancora ben visibili sul luogo.
In un periodo imprecisato tra il IX e XI secolo d.C., forse a causa di una pestilenza o di eventi belligeranti, il sito di Sacco Vecchio fu abbandonato dai suoi abitanti che si trasferirono più a valle ai piedi del monte Motola dove crearono un nuovo centro abitato e dove costruirono una nuova chiesa dedicandola a San Silvestro. Secondo uno storico locale la nuova chiesa venne ultimata nel 1056, nel periodo immediatamente successivo allo scisma tra la Chiesa d'Occidente e quella d'Oriente (1054) e questo giustificherebbe il cambiamento del patrono greco San Nicola in un patrono latino e cioè San Silvestro.
Durante la dominazione sveva del XIII secolo, a Sacco Vecchio fu probabilmente presente un presidio di soldati, come si può ipotizzare per il ritrovamento di alcune monete risalenti a quel periodo.
A partire dalla metà del XIII secolo è documentato che Sacco fu un feudo baronale, la cui titolarità fu spesso oggetto di trasferimento tra diverse famiglie nobiliari.
Nell'estate del 1656 Sacco fu colpito gravemente dall'epidemia di peste che determinò la morte di oltre il 60% della popolazione. Secondo la devozione religiosa locale l'epidemia cessò improvvisamente il 2 agosto 1656, giorno in cui ricorreva la festività della Madonna degli Angeli. La tradizione vuole che sulla mano dell'immagine di Nostra Signora degli Angeli, conservata nel palazzo eretto dai Longobardi, comparve il lividore del bubbone maligno e che questo evento segnò la fine dell'epidemia.
Nel 1756 venne ultimata una completa ristrutturazione della chiesa di San Silvestro.
Nel 1811 il feudo venne sciolto dalla legge sulla eversione dei beni feudali.
Dal 1811 al 1860 Sacco ha fatto parte del circondario di Laurino, appartenente al distretto di Vallo del regno delle Due Sicilie.
Dal 1860 al 1927, durante il regno d'Italia ha fatto parte del mandamento di Laurino, appartenente al circondario di Vallo della Lucania.
A partire dalla seconda metà del '900 il comune di Sacco ha fortemente risentito del fenomeno migratorio a causa della scarsa praticità delle vie di comunicazione che collegano il paese e pertanto la popolazione è considerevolmente diminuita.

## Origine del nome
Il termine Sacco pare derivare dal latino saccus oppure dal greco sàccos e significherebbe propriamente sacco con una chiara allusione ad un luogo chiuso, senza uscita, come in realtà è il territorio che costituisce il comune.
Secondo una leggenda, documentata già nel '700, il castello sito in Sacco Vecchio fu edificato intorno all'anno 600 d.C., per volontà del duca Zottone di Benevento, per fronteggiare i bizantini arroccati oltre la vicina cordigliera del monte Cervati. In seguito il Duca Zottone, in ragione di un presunto adulterio, avrebbe fatto rinchiudere nel castello la propria moglie Saccia. In seguito, dopo la distruzione di Castel Vecchio (ovvero Sacco Vecchio), nell'VIII secolo, gli abitanti superstiti edificarono un nuovo borgo più a valle che vollero chiamare Saccia in memoria della nobildonna rinchiusa nella vecchia fortezza.

## Monumenti e luoghi d'interesse
- Sorgenti del fiume "Sammaro"
- Sacco Vecchia
- Chiesa di San Silvestro Papa

## Società

### Evoluzione demografica
Abitanti censiti

### Religione
La maggioranza della popolazione è di religione cristiana appartenenti principalmente alla Chiesa cattolica; il comune appartiene alla diocesi di Vallo della Lucania, comprendente una parrocchia:
- San Silvestro Papa

L'altra confessione cristiana presente è quella Evangelica con una comunità:
- Chiesa pentecostale ADI

### Manifestazioni
- 2 agosto: Festa della Madonna degli Angeli, durante la quale si commemora la fine della tragica peste del 1656 che uccise quasi il 60% della popolazione sacchese.

## Infrastrutture e trasporti

### Strade
- Strada Provinciale 11/d Laurino(Innesto SP 69)-Piaggine-Bivio Sacco-Sella del Corticato-S.Marco.
- Strada Provinciale 342 Innesto ex SS 166-Roscigno-Sacco-Innesto SP 11.

### Ponti
- Ponte di Sacco: ponte che collega il comune di Sacco con il comune di Roscigno.

## Amministrazione

### Sindaci
| Periodo          | Periodo        | Primo cittadino     | Partito                      | Carica  | Note |
| ---------------- | -------------- | ------------------- | ---------------------------- | ------- | ---- |
| 21 novembre 1993 | 26 maggio 2002 | Giovanni Greco      | centro-sinistra              | Sindaco |      |
| 27 maggio 2002   | 27 maggio 2007 | Antonio Resciniti   | lista civica                 | Sindaco |      |
| 28 maggio 2007   | 6 maggio 2012  | Antonio Macchiarulo | lista civica                 | Sindaco |      |
| 7 maggio 2012    | 11 giugno 2017 | Claudio Saggese     | lista civica Uniti per Sacco | Sindaco |      |
| 11 giugno 2017   | in carica      | Franco Latempa      | lista civica Radici e Futuro | Sindaco |      |

### Altre informazioni amministrative
Il comune fa parte della Comunità montana Calore Salernitano e dell'Unione dei comuni Alto Calore.
Le competenze in materia di difesa del suolo sono delegate dalla Campania all'Autorità di bacino interregionale del fiume Sele.

## Galleria d'immagini

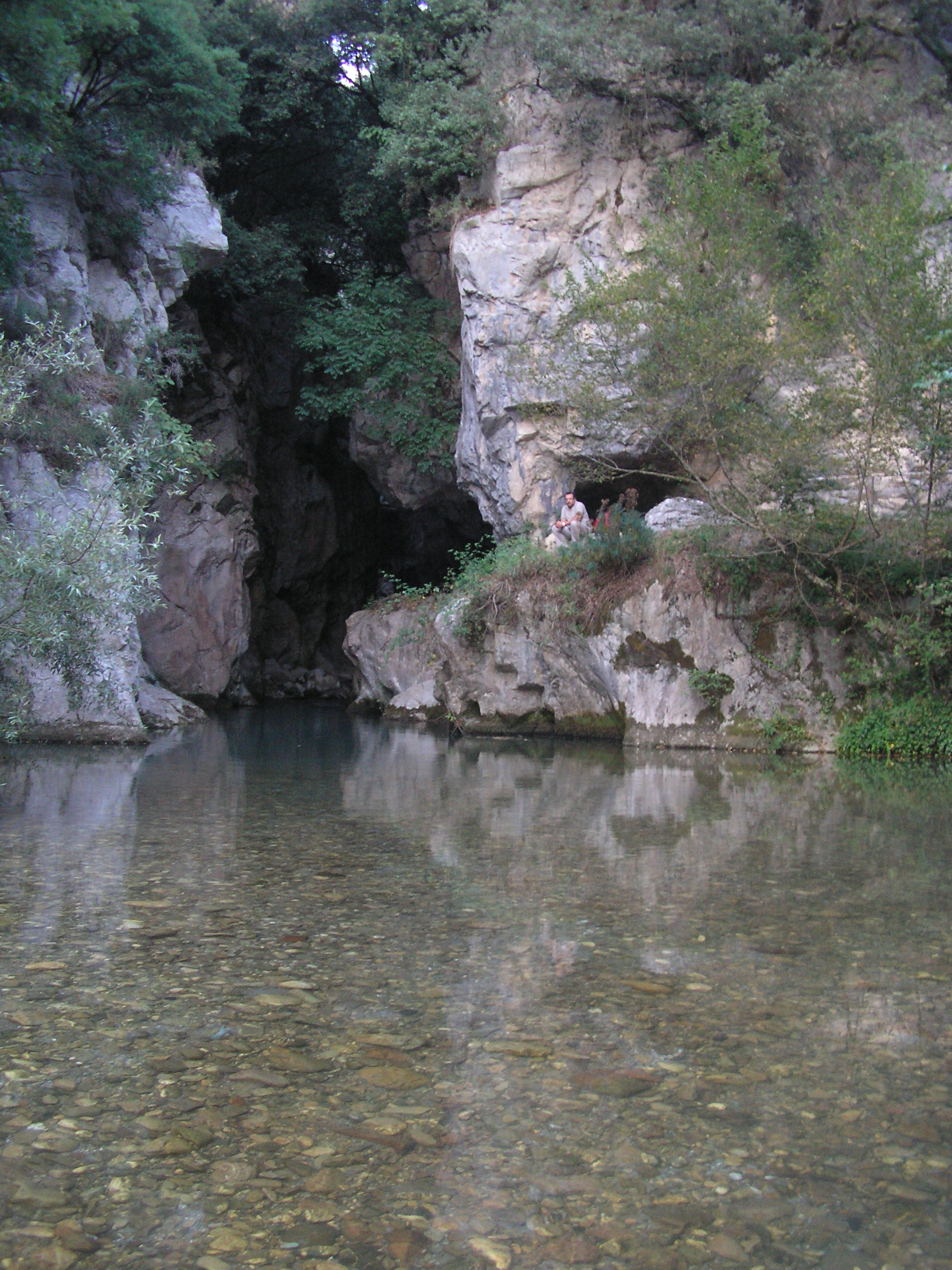
Torrente "Sammaro"
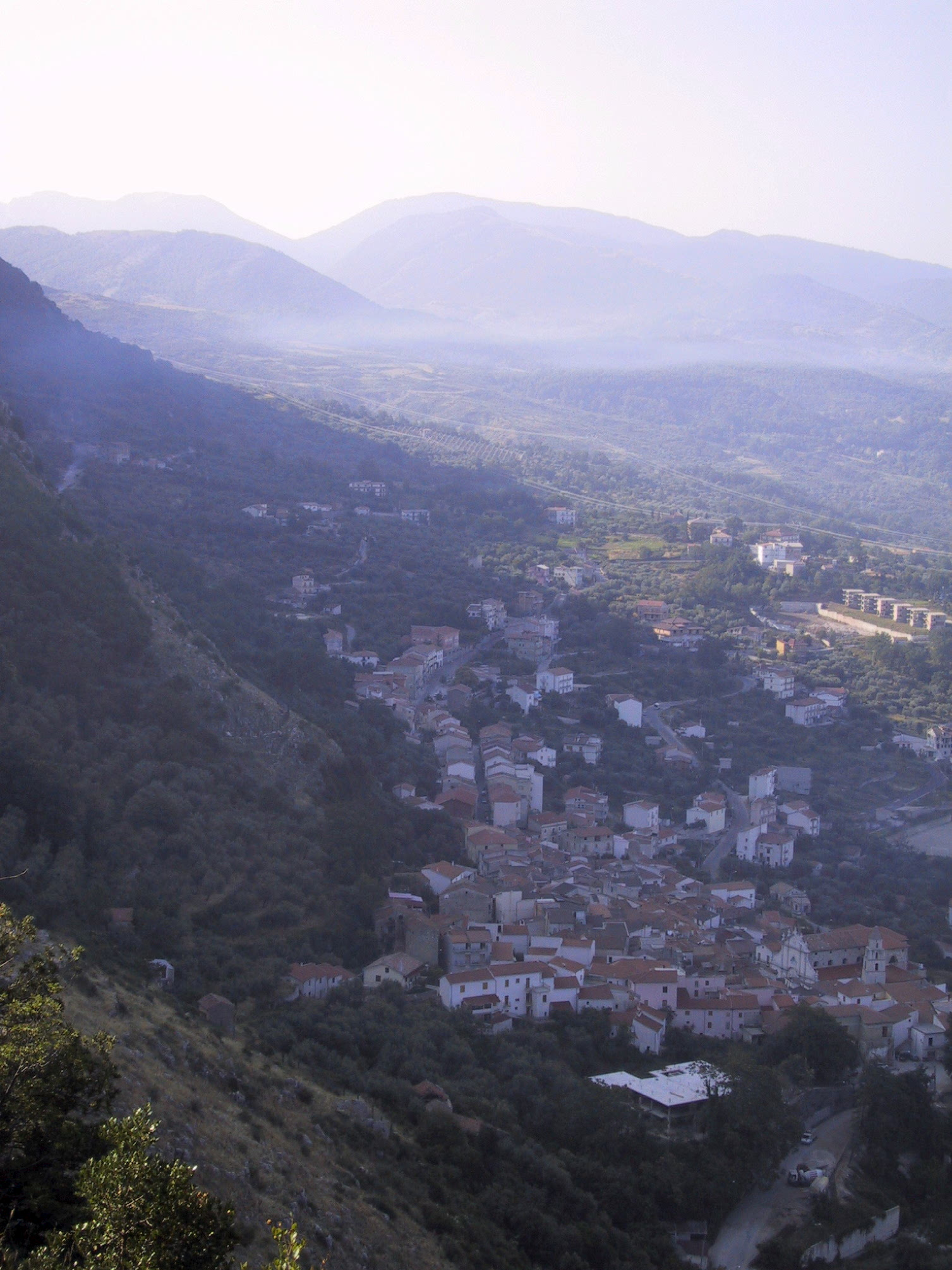
Panorama di Sacco